# John Mahnken
John Emmanuel Mahnken (West New York, Nueva Jersey, 16 de junio de 1922- Cambridge, Massachusetts, 14 de diciembre de 2000) fue un jugador de baloncesto estadounidense que disputó una temporada en la NBL y siete más entre la BAA y la NBA. Con 2,03 metros de estatura, jugaba en la posición de pívot.

## Trayectoria deportiva

### Universidad
Jugó durante una única temporada con los Hoyas de la Universidad de Georgetown, en la que promedió 15,4 puntos por partido. Ya en su segundo encuentro como universitario, logró anotar 29 puntos ante American, a un punto del récord de la universidad. Anotó 20 o más puntos en seis partidos, incluidos 25 ante Syracuse en la paliza que recibieron mediada la temporada, 65-38.
Debido a la Segunda Guerra Mundial el programa de baloncesto de Georgetown se suspendió, y Mahnken sirvió en el ejército, a pesar de ser declarado demasiado alto para el combate.

## Profesional
Tras pasar por el equipo amateur de los Dayton Dive Bombers, en 1945 fichó por los Rochester Royals de la NBL, con los que ganó ese año el campeonato. Su juego despertó el interés de Red Auerbach, quien lo fichó para los Washington Capitols de la recién creada BAA. En su primera temporada promedió 9,3 puntos y 1,0 asistencias por partido.
Antes del inicio de la temporada 1948-49 fue traspasado junto con Irv Torgoff a los Baltimore Bullets a cambio de Kleggie Hermsen y Dick Shultz. Se inició en ese momento una espiral de traspasos que le llevaría a jugar con la mitad de los equipos de la liga en solo dos temporadas. Los Bullets lo mandaron a las pocas semanas a los Indianapolis Jets a cambio de Freddie Lewis y Hal Tidrick, pero acabó la temporada traspasado a Fort Wayne Pistons junto con Bruce Hale a cambio de Ralph Hamilton, Walt Kirk y Blackie Towery.
Tras pasar por los Indianapolis Olympians, Auerbach lo recupera para los Tri-Cities Blackhawks a cambio de Jack Kerris, marchándose con él a los Boston Celtics a cambio de Gene Englund. Allí jugaría dos temporadas como suplente, promediando en la primera de ellas 3,0 puntos y 2,2 rebotes por partido.

## Estadísticas de su carrera en la NBA

### Temporada regular
| Año     | Equipo       | PJ  | MPP  | TC%  | TL%  | RPP | APP | PPP  |
| ------- | ------------ | --- | ---- | ---- | ---- | --- | --- | ---- |
| 1946–47 | Washington   | 60  | –    | .255 | .681 | –   | 1.0 | 9.3  |
| 1947–48 | Washington   | 48  | –    | .249 | .614 | –   | .6  | 6.6  |
| 1948–49 | Baltimore    | 7   | –    | .263 | .611 | –   | 1.3 | 7.6  |
| 1948–49 | Indianapolis | 13  | –    | .246 | .467 | –   | 2.6 | 10.0 |
| 1948–49 | Fort Wayne   | 37  | –    | .265 | .664 | –   | 2.2 | 9.5  |
| 1949–50 | Fort Wayne   | 2   | –    | .375 | .333 | –   | 1.0 | 3.5  |
| 1949–50 | Tri-Cities   | 36  | –    | .266 | .697 | –   | 1.8 | 6.2  |
| 1949–50 | Boston       | 24  | –    | .262 | .639 | –   | 1.8 | 4.6  |
| 1950–51 | Boston       | 46  | –    | .342 | .648 | 4.0 | 1.5 | 5.2  |
| 1950–51 | Indianapolis | 12  | –    | .170 | .625 | 2.9 | .8  | 2.3  |
| 1951–52 | Boston       | 60  | 9.7  | .344 | .605 | 2.2 | 1.1 | 3.0  |
| 1952–53 | Boston       | 69  | 11.2 | .302 | .696 | 2.6 | 1.1 | 2.8  |
| Total   | Total        | 414 | 10.5 | .272 | .650 | 2.9 | 1.3 | 5.8  |

### Playoffs
| Año   | Equipo       | PJ | MPP  | TC%  | TL%   | RPP | APP | PPP  |
| ----- | ------------ | -- | ---- | ---- | ----- | --- | --- | ---- |
| 1947  | Washington   | 6  | –    | .240 | .842  | –   | .2  | 10.3 |
| 1951  | Indianapolis | 3  | –    | .133 | .000  | 3.7 | 3.0 | 1.3  |
| 1952  | Boston       | 3  | 16.7 | .286 | .500  | 3.3 | 1.0 | 2.3  |
| 1953  | Boston       | 6  | 12.0 | .000 | 1.000 | 3.2 | 1.0 | .8   |
| Total | Total        | 18 | 13.6 | .211 | .800  | 3.3 | 1.1 | 4.3  |